# SUPER ENTERTAINMENT MY OWN ROAD
『SUPER ENTERTAINMENT MY OWN ROAD』（スーパー・エンターテインメント・マイ・オウン・ロード）は、日本のアイドル歌手・郷ひろみが1980年5月21日にCBS・ソニーから発売した7枚目のライブアルバムである。

## 内容
前作『THE BEST 郷ひろみ』から約6ヶ月ぶり、ライブアルバムとしては『IDOL of IDOLS』から約1年7ヶ月ぶりの作品。
前作に引き続き2枚組で発売された。全曲の編曲を三原綱木が手掛けている。

## 収録曲

### Disc 1
1. TWILIGHT ZONE〜TWILIGHT TONE
マンハッタン・トランスファーの同名曲のカバー。
2. CALL ME
ブロンディの同名曲のカバー。
3. HANDS DOWN
ダン・ハートマンの同名曲のカバー。
4. ANOTHER CHA-CHA
サンタ・エスメラルダの同名曲のカバー。
5. メドレー
「洪水の前」「林檎殺人事件」「花のように 鳥のように」「TATTOO」「セクシー・ユー（モンロー・ウォーク）」
6. OFF THE WALL
マイケル・ジャクソンの同名曲のカバー。
7. DARK EYED CAJUN WOMAN
ドゥービー・ブラザーズの同名曲のカバー。

### Disc 2
1. 朝陽のプロローグ
2. SWEET MAXINE
ドゥービー・ブラザーズのカバー。
3. Dr. ROCK'N ROLL
ディオンのカバー。
4. TAKE ME IN YOUR ARMS
ドゥービー・ブラザーズのカバー。
5. 恋の弱味
6. MIND反比例
7. ハリウッド・スキャンダル
8. I AIN'T GONNA CRY TONIGHT
バーブラ・ストライサンドの同名曲のカバー。
9. マイ レディー
10. MUSIC SPEAKS LOUDER THAN WORDS
キャンディ・ステイトンのカバー。

## 参加ミュージシャン
- 郷ひろみ：ボーカル
- 若子内悦郎：コーラス
- 伊藤さとる：コーラス
- 服部克久：音楽監督
- 綱木バンド：バックバンド